# Amuro Tsuzuki
Amuro Tsuzuki (japanisch 都筑 有夢路 Tsuzuki Amuro; * 5. April 2001 in Tokorozawa, Präfektur Saitama) ist eine professionelle japanische Surferin, die bei den Olympischen Sommerspielen 2020 in Tokio die Bronzemedaille gewann.

## Leben
Tsuzukis Familie zog nach Fujisawa in der Präfektur Kanagawa, als sie drei Jahre alt war. Mit Surfen begann sie erst als Fünftklässlerin während der Sommerferien. Ihre Vorbilder waren ihr Vater und ihr älterer Bruder Momoto Tsuzuki, der auch an internationalen Surf-Wettbewerben teilgenommen hat. Amuro Tsuzuki beteiligte sich mit zehn Jahren zum ersten Mal an Wettkämpfen. Sie lebt zwar direkt an der Sagami-Bucht, aber da dort die Wellen oft sehr flach sind, fährt sie meist zwei Stunden bis zur Chiba Bucht, um mehrere Stunden am Tag zu trainieren.

## Karriere
2015 erlangte Tsuzuki beim 33. All Japan Class Surfing Championship den dritten Platz. Im selben Jahr nahm sie zum ersten Mal an einem internationalen Surf-Wettbewerb teil, dem Billabong Pro Shikoku der Women’s Qualifying Series, und erreichte den 25. Platz.
Einen ihrer ersten Erfolge konnte sie 2017 beim Ichinomiya Pro Junior Surfing Governor's Cup verbuchen, wo sie den ersten Platz belegte.
Durch ihren Sieg in Spanien 2019 beim ABANCA Galicia Classic Surf Pro wurde Tsuzuki schlagartig bekannt und kam auf Platz 5 der Weltrangliste. Von da an wurde sie als die beste japanische Surferin in der World Surf League (WSL) bezeichnet.
Als erste japanische Surferin nahm sie 2020 an der World Surf League Championship Tour teil, vorher war sie Junior-Meisterin der World Surf League geworden (World Surf League’s women’s world junior champion).
Tsuzuki qualifizierte sich für die Olympischen Sommerspiele 2020, die wegen der COVID-19-Pandemie erst 2021 abgehalten wurden. Surfen war zum ersten Mal olympische Disziplin und für den Wettkampf waren nur zwanzig Frauen und zwanzig Männer zugelassen. Austragungsort war die Tsurigasaki Surfing Beach bei der Stadt Ichinomiya. Tsuzuki gewann in der Kategorie Shortboard die Bronzemedaille, indem sie im Kampf um den dritten Platz die Amerikanerin Caroline Marks mit 6,80 zu 4,26 Punkten schlug.
Tsuzuki wurde 2021 von den Sportartikelfirmen rip curl, Oakley, FCS, GRAND MARBLE und GLOBAL WiFi gesponsert.